# Prvenstvo Ljubljanskog nogometnog podsaveza 1926./27.
Prvenstvo Ljubljanskog podsaveza za sezonu 1926./27. bilo je osmo nogometno natjecanje u organizaciji Ljubljanskog nogometnog podsaveza.
Kao i većinu prethodnih sezona, natjecanje u ljubljanskom podsavezu odvija se kroz 3 skupine: Ljubljana, Maribor i Celje, čiji prvaci igraju po kup-sistemu za prvaka podsaveza.

## Novosti
U sezoni 1926./27. Ilirija se neznatno mijenja i pomlađuje sastav, što se u konačnici i isplatilo. U završnici sezone utakmice su namještene. Hermes i Slovan ostvarili su neočekivane rezultate u borbi za opstanak, pritom gurnuvši nezadovoljni Jadran na posljednje mjesto. Događaji su odražavali stanje u podsavezu, u kojem su se oko Ilirije i Primorja stvorila dva tabora koji su se borili za prevlast svim raspoloživim sredstvima. Primjerice, skupština u studenom čak je prijevremeno prekinuta zbog svađe, a morala je intervenirati i policija. Na sljedećem su se delegati nekako složili, Ilirija je ponovno preuzela vlast, a na čelo se vratio Anton Jug. No, podsavez je poništio svibanjske utakmice pa su se morale igrati ponovno, a novi rezultati doveli su do ispadanja Hermesa za koji su tada igrali Burja, Sernec, Pleš, Marinko, Jesih, Batič, Kos, Svetic, Zalokar, Klančnik i Draksler. Promijenjeni poredak je, naravno, izazvao nezadovoljstvo plavo-bijelih, stoga je podsavez odlučio proširiti ligu čime su u njoj ostali i Hermes i Jadran. Manje problema bilo je u skupinama Maribor i Celje, u kojima su najbolji bili njemački Rapid i Athletik, a po prvi puta u natjecanju su sudjelovali i klubovi iz trbovljanskog okruga, među kojima je najbolji bio mjesni SK Trbovlje. Rapid je u polufinalu glatko svladao Athletik, što je bilo upozorenje Iliriji koja se u finalu morala dobro namučiti do pobjede. Regularni dio završio je remijem 2:2, no u produžecima je gostima ponestalo snage što su iskoristili Oto Oman i Boris Jenko koji su Iliriji donijeli novi naslov. Nije to bio najbolji izgled za državno prvenstvo, ali Ilirijani su u prednatjecanju svladali Građanski 5:0, zablistao je Vane Doberlet hat-trickom i tako se Ilirija plasirala na prvenstvo. Ilirija je u skupini odigrala pet utakmica protiv najboljih jugoslavenskih klubova, ali nije ponovila učinak iz prednatjecanja. Jedinu pobjedu ostvarili su na domaćem terenu protiv subotičkog SAND-a, kada je jedini pogodak postigao kasnije sportski novinar Mirko Pevalek – Inke.

## Grupne lige

### Ljubljana
| \| mj. \| klub \| ut. \| pob. \| ner. \| por. \| gol+ \| gol- \| bod \| \| --- \| -------- \| --- \| ---- \| ---- \| ---- \| ---- \| ---- \| --- \| \| 1. \| Ilirija \| 8 \| 6 \| 1 \| 1 \| 32 \| 14 \| 13 \| \| 2. \| Primorje \| 8 \| 5 \| 0 \| 3 \| 35 \| 16 \| 10 \| \| 3. \| Jadran \| 8 \| 2 \| 2 \| 4 \| 16 \| 27 \| 6 \| \| 4. \| Slovan \| 8 \| 3 \| 0 \| 5 \| 15 \| 27 \| 6 \| \| 5. \| Hermes \| 8 \| 2 \| 1 \| 5 \| 12 \| 26 \| 5 \| - Ilirija ide u završnicu prvenstva | Rezultati: 19. 9. 1926. Jadran – Slovan 4:2, Ilirija – Hermes 8:2 26. 9. 1926. Slovan – Hermes 3:0, Primorje – Jadran 8:1 3. 10. 1926. Primorje – Hermes 3:3, Ilirija – Slovan 1:0 10. 10. 1926. Hermes – Jadran 2:1, Ilirija – Primorje 2:1 17. 10. 1926. Ilirija – Jadran 3:3, Slovan – Primorje 2:1 27. 3. 1927. Hermes – Slovan 2:2, Ilirija – Slovan 9:0 3. 4. 1927. Slovan – Hermes 3:1, Primorje – Jadran 5:0 17. 4. 1927. Ilirija – Jadran 4:1 18. 4. 1927. Jadran – Slovan 4:1 24. 4. 1927. Primorje – Ilirija 6:3 1. 5. 1927. Hermes – Ilirija 4:2, Slovan – Primorje 4:4 (poništena) 8. 5. 1927. Primorje – Hermes 5:1 15. 5. 1927. Primorje – Slovan 7:4 22. 5. 1927. Ilirija – Hermes 2:1 |     |      |      |      |      |      |     |
| mj. | klub | ut. | pob. | ner. | por. | gol+ | gol- | bod |
| 1. | Ilirija | 8   | 6    | 1    | 1    | 32   | 14   | 13  |
| 2. | Primorje | 8   | 5    | 0    | 3    | 35   | 16   | 10  |
| 3. | Jadran | 8   | 2    | 2    | 4    | 16   | 27   | 6   |
| 4. | Slovan | 8   | 3    | 0    | 5    | 15   | 27   | 6   |
| 5. | Hermes | 8   | 2    | 1    | 5    | 12   | 26   | 5   |

### Celje
| mj. | klub           | ut. | pob. | ner. | por. | gol+ | gol- | bod    |
| --- | -------------- | --- | ---- | ---- | ---- | ---- | ---- | ------ |
| 1.  | Athletik SK    | 5   | 5    | 0    | 0    | 48   | 6    | 10     |
| 2.  | SK Celje       | 5   | 2    | 0    | 3    | 19   | 15   | 2 (–2) |
| 3.  | Šoštanj        | 5   | 1    | 0    | 4    | 4    | 42   | 0 (–2) |
| 4.  | Red Star Celje | 3   | 1    | 0    | 2    | 5    | 13   | 2      |

| Prva momčad    |   | Druga momčad | Rezultat 24. 4. 1927. |
| -------------- | - | ------------ | --------------------- |
| Athletik Celje | – | SK Trbovlje  | 9:0                   |

### Maribor
| \| mj. \| klub \| ut. \| pob. \| ner. \| por. \| gol+ \| gol- \| bod \| \| --- \| -------------- \| --- \| ---- \| ---- \| ---- \| ---- \| ---- \| --- \| \| 1. \| Rapid \| 8 \| 7 \| 0 \| 1 \| 58 \| 15 \| 14 \| \| 2. \| 1. SSK Maribor \| 8 \| 6 \| 1 \| 1 \| 46 \| 12 \| 13 \| \| 3. \| Merkur \| 8 \| 3 \| 0 \| 5 \| 13 \| 33 \| 6 \| \| 4. \| SK Ptuj \| 8 \| 1 \| 2 \| 5 \| 13 \| 49 \| 4 \| \| 5. \| Svoboda \| 8 \| 1 \| 1 \| 6 \| 10 \| 31 \| 3 \| - Rapid ide u završnicu prvenstva | Rezultati: 26. 9. 1926. Maribor – Svoboda 7:1 3. 10. 1926. Maribor – Ptuj 4:4, Rapid – Svoboda 3:1 10. 10. 1926. Merkur – Svoboda 2:0, Rapid – Ptuj 8:1 17. 10. 1926. Maribor – Merkur 6:0 24. 10. 1926. Maribor – Rapid 4:0, Merkur – Ptuj 2:0 31. 10. 1926. Rapid – Merkur 7:3, Ptuj – Svoboda 1:1 25. 3. 1927. Ptuj – Merkur 3:1 27. 3. 1927. Rapid – Svoboda 9:1, Maribor – Ptuj 11:0 3. 4. 1927. Svoboda – Ptuj 4:2 10. 4. 1927. Maribor – Merkur 7:2, Rapid – Ptuj 18:2 17. 4. 1927. Rapid – Maribor 4:3 18. 4. 1927. Merkur – Svoboda 3:1 24. 4. 1927. Rapid – Merkur 9:0, Maribor – Svoboda 4:1 |     |      |      |      |      |      |     |
| mj. | klub | ut. | pob. | ner. | por. | gol+ | gol- | bod |
| 1. | Rapid | 8   | 7    | 0    | 1    | 58   | 15   | 14  |
| 2. | 1. SSK Maribor | 8   | 6    | 1    | 1    | 46   | 12   | 13  |
| 3. | Merkur | 8   | 3    | 0    | 5    | 13   | 33   | 6   |
| 4. | SK Ptuj | 8   | 1    | 2    | 5    | 13   | 49   | 4   |
| 5. | Svoboda | 8   | 1    | 1    | 6    | 10   | 31   | 3   |

## Završnica prvenstva
| Prva momčad                                             |               | Druga momčad   | Rezultat     |
| Poluzavršnica                                           | Poluzavršnica | Poluzavršnica  | 1. 5. 1927.  |
| ------------------------------------------------------- | ------------- | -------------- | ------------ |
| Rapid Maribor                                           | –             | Athletik Celje | 6:2          |
| Ilirija Ljubljana je ždrijebom direktno izborila finale |               |                |              |
| Završnica                                               | Završnica     | Završnica      | 15. 5. 1927. |
| Ilirija Ljubljana                                       | –             | Rapid Maribor  | 4:3          |

- Ilirija iz Ljubljane postala je prvak podsaveza i kvalificirala se za državno prvenstvo 1927.

## Poveznice
- Ljubljanski nogometni podsavez
- Prvenstvo Jugoslavije u nogometu 1927.

## Vanjske poveznice
- Zgodovina nogometa v Kraljevini SHS/Jugoslaviji in v času okupacije
- Zbornik Medobčinske nogometne zveze Ljubljana 1920–2020
- RSSSF
- exYUfudbal
- claudionicoletti.eu